# رامایا خواهد آمد
رامایا خواهد آمد (به هندی: Ramaiya Vastavaiya) یا رامایا واستاویا فیلمی محصول سال ۲۰۱۳ و به کارگردانی پرابو دوا است. در این فیلم بازیگرانی همچون گیریش کومار، شروتی حسن، سنو سود، راندهیر کاپور، پونام دیلون، وینود کانا، ساتیش شاه، نثار، سرفراز خان، ذاکر حسین، ژاکلین فرناندز و پرابو دوا ایفای نقش کرده‌اند.